# Devarodes charisia
Devarodes charisia är en fjärilsart som beskrevs av Druce 1893. Devarodes charisia ingår i släktet Devarodes och familjen mätare. Inga underarter finns listade i Catalogue of Life.